# 遠野郷八幡宮

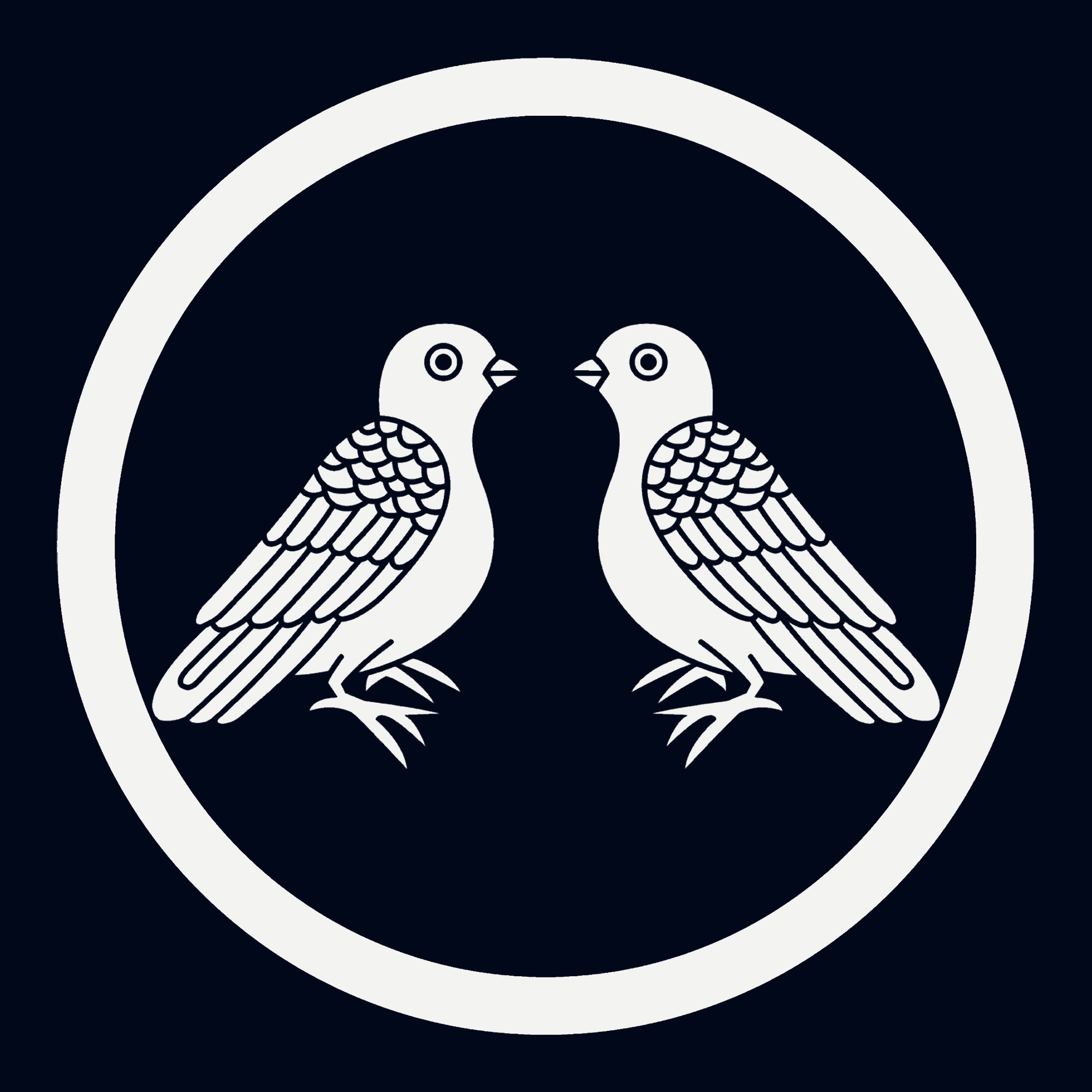
本殿内の社紋・神紋。

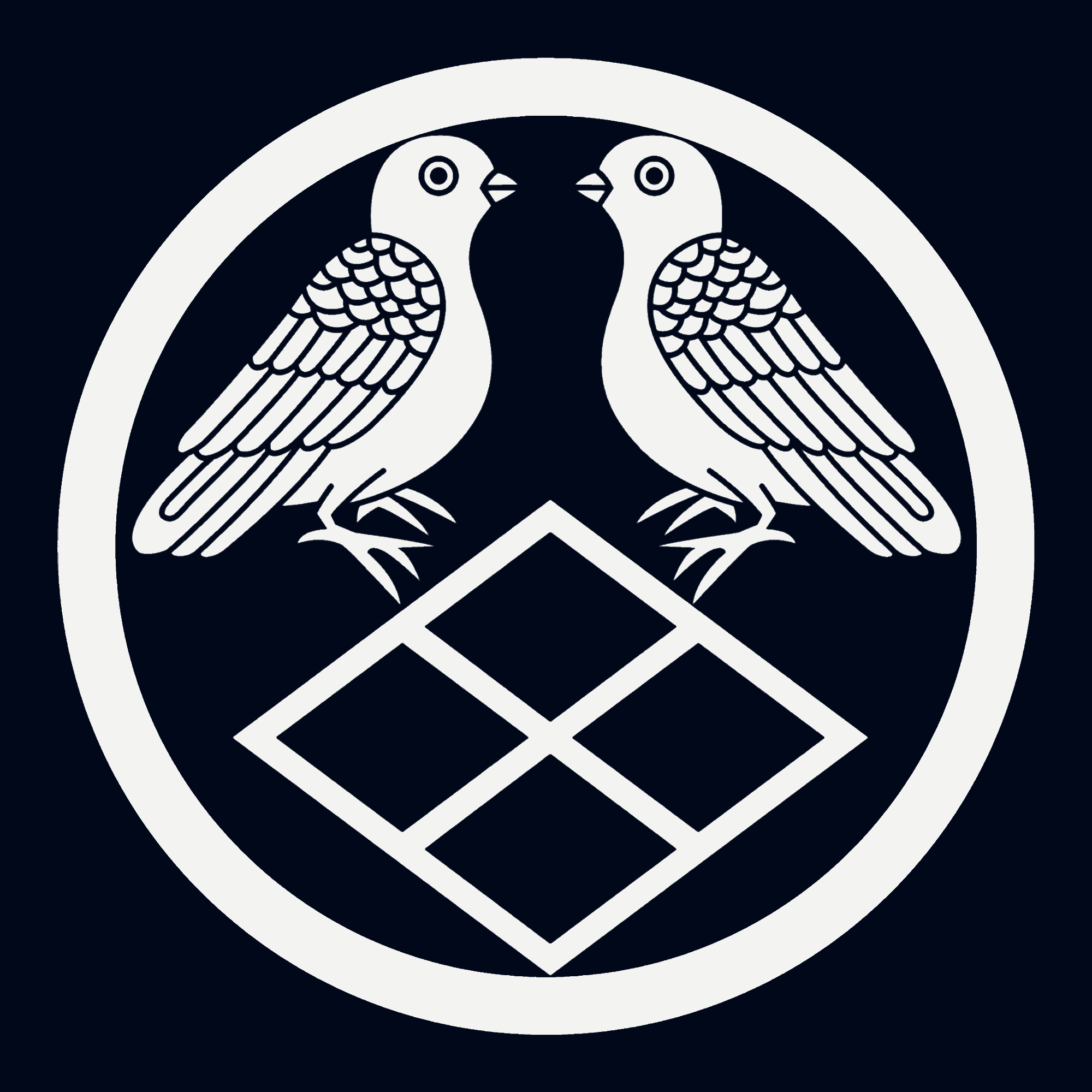
境内の神紋

遠野郷八幡宮（とおのごうはちまんぐう）は、岩手県遠野市に鎮座する神社である。

## 歴史

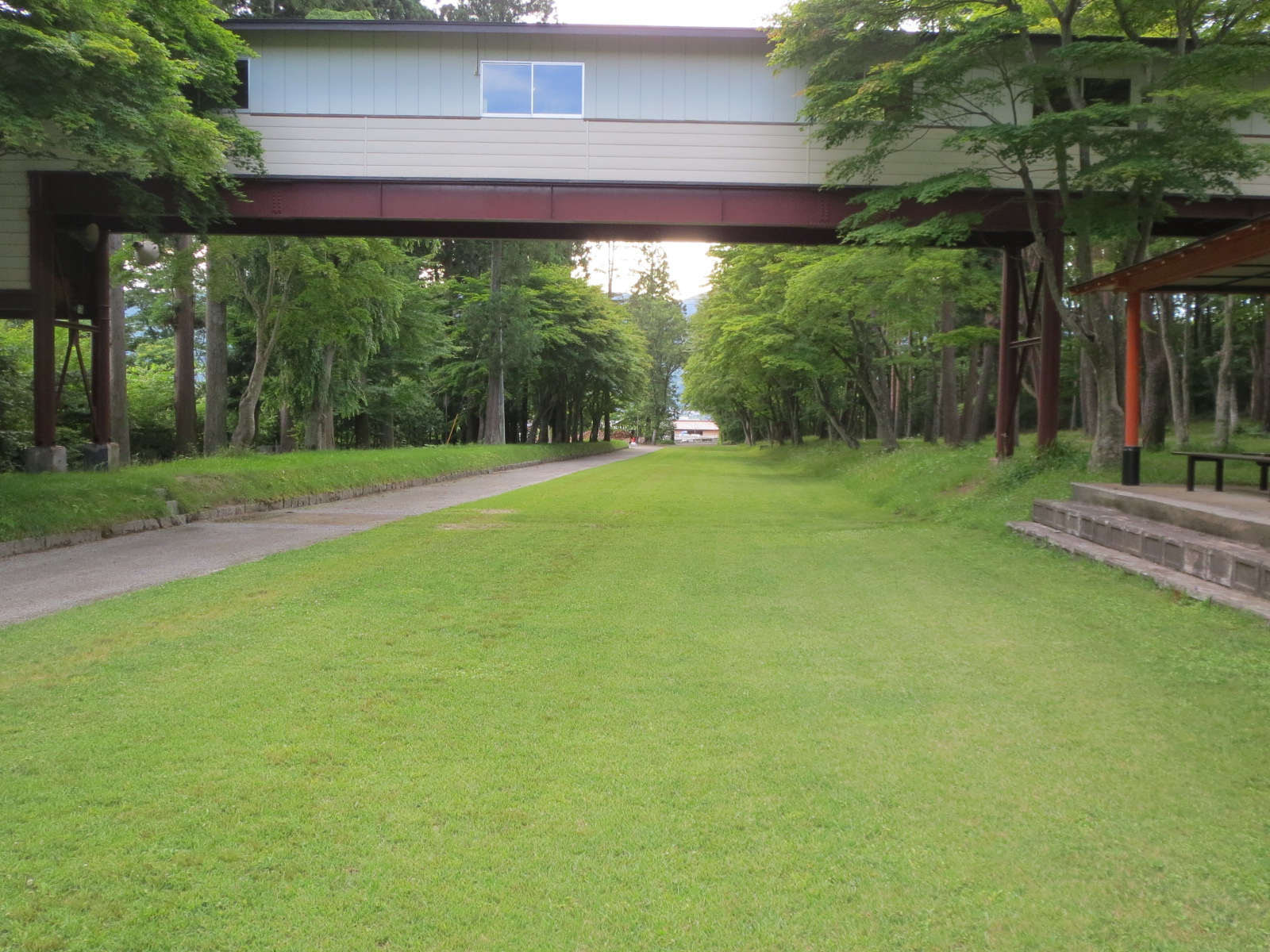
馬場 (2018年（平成30年）7月)

文治5年（1189年）に奥州藤原氏追討に従軍として功があり、源頼朝から「遠野郷」を賜った阿曽沼広綱が代官を送り、松崎村駒木に「舘」を築いて氏神であった八幡神を祀って遠野郷を統治し、その後、阿曽沼親綱が横田城を築き、城の鬼門である東北の方角に八幡宮を勧請して崇敬したのが始まりとされる。
阿曽沼氏衰退の後、慶長5年（1600年）、遠野は南部領となり、寛永4年（1627年）、八戸の根城から転封した八戸直義（後に直栄に改名）により統治される。八幡宮は古来より源氏の氏神であったことから南部家も篤く崇敬し、社領10石を寄進。更に直栄は寛文元年、八幡宮を宮代より現在地に遷宮し流鏑馬用の馬場を造営し、祭典を盛大に行った。馬場は遠野市指定文化財（史跡）となっている。

### 大正時代以降
- 1913年（大正2年）- 本殿・幣殿を改築。
- 1950年（昭和25年）- それまでの「八幡神社」から「遠野郷八幡宮」と改称。1951年（昭和26年）には出雲大社の御分霊のほか、三柱の神を合祀する。
- 1967年（昭和42年）- 創建780年・現在地遷宮300年を記念して幣殿・拝殿を改築。1987年（昭和62年）『遠野郷八幡宮創建八百年誌』刊行し、八百年大祭を執行。
- 2002年（平成14年）- 遠野郷八幡宮創建820年・現在地遷宮350年記念事業を興し、2003年（平成15年）に本殿屋根改修、幣殿を改築、2004年（平成16年）に「お待殿（参拝者控え室）」を改築。2007年（平成19年）に社務所を改築、同10月には『遠野郷八幡宮創建820年 現在地遷宮350年記念事業完成記念誌』刊行、記念事業完成奉告大祭を行った。

## アクセス
- JR東日本釜石線遠野駅より岩手県交通バス利用。
  - 土淵線に乗車し、｢八幡神社前｣下車。

- 釜石道遠野IC より車で10分。

## 摂社・末社
- 顕功神社
- 守護神社（十二支社）
- 稲荷社
- 山神社
- 天神社
- 甲子社
- 鍛冶神社
- 不動神社

## 石碑
- 馬魂碑
- 山奈宗真翁碑
- 四戸三平碑
- 鳥獣慰霊碑
- 古峯山石碑
- 石塔群